# 季季涅齊
50°37′45″N 29°6′59″E / 50.62917°N 29.11639°E
季季涅齊（烏克蘭語：Дітинець）是烏克蘭北部的村莊，隸屬日托米爾州的日托米爾區。該村面積0.68平方公里，海拔高度177米，2001年人口136，人口密度每平方公里199.41人。